# 犬飼秀長
犬飼 秀長（いぬかい ひでなが、生没年不詳）は、日本の武士。

## 人物
犬飼家長の息子。浅野長勝の従姪。家長が29歳で早世したため、当時3歳だった秀長は祖父の長恭の元で育てられ、15歳にして家督を相続した。18歳のとき（永禄8年3月）織田信長に、天正10年に羽柴秀吉に仕えた。中国大返しの際、秀長の叔父にあたる浅野長政の策により、秀吉の影武者として振る舞ったと伝わる。また、山崎の戦いに先駆けし、光秀の軍勢により右腕を切り落とされる。この負傷により、春日井郡安井村に山伏として隠居した。右腕は同郡辻村に埋められ、腕塚として後年まで祀られていたが、アピタ名古屋北店となり現存しない。